# Carl Wilhelm Bergman
Carl Wilhelm Bergman, född 18 augusti 1820 på Lagerfors bruk i Västergötland, död 5 juli 1857, var en svensk litteratör.
Carl Wilhelm Bergman var son till bruksförvaltaren Carl Gustaf Bergman och Gustafva Magdalena Thun samt brorson till Johan Magnus Bergman.
Han blev student vid Lunds universitet 1842 och begav sig efter några års studier där 1847 till Stockholm, där han kort därpå, påverkad av C. J. L. Almqvist, uppträdde som författare till några tendensskrifter: Den religiösa frågan 1848, Den sociala frågan 1848 och en "social roman", benämnd Clara Vinqvist, 1849. 
Året innan Bergman kom till Lund hade han vistats en tid hos sin farbror, överste Berndt Bergman, före detta adjunkt hos Karl XIV Johan och adlad von Schinkel, och då kommit i tillfälle att genomgå någon del av dennes vidlyftiga anteckningar över händelser i Sveriges nyare historia. Han erhöll nu uppdrag att granska och redigera dessa anteckningar, av vilka första delen utkom 1852 under titeln Minnen ur Sveriges nyare historia, samlade af B. von Schinkel, öfverste, f.d. adjutant hos konung Karl XIV Johan, författade och utgifne af C. W. Bergman, och den åttonde (den sista av Bergmans hand) 1856. De första av Bergman författade delarna utsattes kritiserades skarpt i pressen och anses otillförlitliga i detaljer och mer inriktade på ett effektfullt och dramatiskt framställningssätt. De lyckades i alla händelser vinna stor spridning. Arbetets senare delar kännetecknas av lugnare stil och större vetenskaplig noggrannhet.
Bergman avled 1857. Han var gift sedan 1856 med Vilhelmina Munthe.